# Sandeggtind
Sandeggtind är en bergstopp i Antarktis. Den ligger i Östantarktis. Norge gör anspråk på området. Toppen på Sandeggtind är 3 053 meter över havet.
Terrängen runt Sandeggtind är varierad. Sandeggtind är den högsta punkten i trakten. Trakten är obefolkad. Det finns inga samhällen i närheten. 